# Liste der französischen Nobelpreisträger
Angeregt von Bertha von Suttner, wird seit 1901 aus den Stiftungsgeldern des schwedischen Chemikers und Industriellen Alfred Nobel (1833–1896) der Nobelpreis finanziert. Folgende Franzosen erhielten die Auszeichnung (Stand: 7. Oktober 2020):

## Friedensnobelpreis
- Frédéric Passy 1901
- Louis Renault 1907
- Paul Henri d’Estournelles de Constant 1909
- Léon Bourgeois 1920
- Aristide Briand 1926
- Ferdinand Buisson 1927
- Léon Jouhaux 1951
- Albert Schweitzer 1952
- René Cassin 1968

## Nobelpreis für Literatur
- Sully Prudhomme 1901
- Frédéric Mistral 1904
- Romain Rolland 1915
- Anatole France 1921
- Henri Bergson 1927
- Roger Martin du Gard 1937
- André Gide 1947
- François Mauriac 1952
- Albert Camus 1957
- Saint-John Perse 1960
- Jean-Paul Sartre 1964 (nicht angenommen)
- Claude Simon 1985
- Gao Xingjian 2000
- Jean-Marie Gustave Le Clézio 2008
- Patrick Modiano 2014
- Annie Ernaux 2022

## Nobelpreis für Chemie
- Henri Moissan 1906
- Marie Curie 1911
- Victor Grignard 1912
- Paul Sabatier 1912
- Frédéric Joliot-Curie 1935
- Irène Joliot-Curie 1935
- Jean-Marie Lehn 1987
- Yves Chauvin 2005
- Jean-Pierre Sauvage 2016
- Emmanuelle Charpentier 2020

## Nobelpreis für Physik
- Antoine Henri Becquerel 1903
- Marie Curie 1903
- Pierre Curie 1903
- Gabriel Lippmann 1908
- Jean-Baptiste Perrin 1926
- Louis-Victor de Broglie 1929
- Alfred Kastler 1966
- Louis Néel 1970
- Pierre-Gilles de Gennes 1991
- Georges Charpak 1992
- Claude Cohen-Tannoudji 1997
- Albert Fert 2007
- Serge Haroche 2012
- Gérard Mourou 2018
- Alain Aspect 2022

## Nobelpreis für Physiologie oder Medizin
- Alphonse Laveran 1907
- Alexis Carrel  1912
- Charles Richet 1913
- Charles Nicolle 1928
- André Frédéric Cournand 1956
- François Jacob 1965
- André Lwoff 1965
- Jacques Monod 1965
- Roger Guillemin 1977
- Jean Dausset 1980
- Françoise Barré-Sinoussi 2008
- Luc Montagnier 2008
- Jules Hoffmann 2011

## Nobelpreis für Wirtschaftswissenschaften
- Gérard Debreu 1983
- Maurice Allais 1988
- Jean Tirole 2014
- Esther Duflo 2019